# Mirosława Sarna
Mirosława Kazimiera Sarna (dekliški priimek Sałacińska), poljska atletinja, * 8. junij 1942, Lodž, Poljska.
Nastopila je na poletnih olimpijskih igrah leta 1968, kjer je osvojila peto mesto v skoku v daljino. Na evropskih prvenstvih je osvojila naslov prvakinje leta 1969, na evropskih dvoranskih prvenstvih pa bronasti medalji v letih 1970 in 1973.